# Bujaleuf
Bujaleuf este o comună în departamentul Haute-Vienne din centrul Franței. În 2009 avea o populație de 881 de locuitori.

## Evoluția populației
| An        | 1975  | 1982  | 1990 | 1999 | 2006 | 2009 |
| --------- | ----- | ----- | ---- | ---- | ---- | ---- |
| Populație | 1.059 | 1.079 | 999  | 927  | 906  | 881  |